# Pierre Hébert (réalisateur)
Pour les articles homonymes, voir Pierre Hébert et Hébert.
Pierre Hébert (né le 19 janvier 1944 à Montréal) est un producteur, réalisateur, acteur, scénariste et compositeur québécois.

## Biographie
Il fait des études en anthropologie, se spécialisant en archéologie nordique, tout en réalisant quelques films artisanaux gravés sur pellicule (Histoire verte, 1962; Histoire d'une bébite, 1962). En 1964, il réalise Opus 1, court-métrage préfigurant ses premiers films professionnels: il y explore le phénomène de la persistance rétinienne, ce qu'il continuera d'expérimenter jusqu'à Around Perception (connu en français sous le titre Autour de la perception).
En parallèle, il est l'un des rédacteurs de la revue de cinéma Objectif, où il écrit notamment à propos des premiers films de Jean Pierre Lefebvre et de Jacques Leduc.
De 1965 à 1999, Hébert est à l’emploi de l’Office national du film du Canada, où il a d'abord travaillé au studio d’animation de la Production anglaise. Les premiers films qu'il y réalise s'inspirent de la musique sérielle (Op Hop - Hop Op, Opus 3) et peuvent être rattachés à la veine du cinéma structurel. Il signe en 1968 un film didactique singulier, Explosion démographique, dont le titre original anglais est Population Explosion et pour lequel il collabore avec le musicien de jazz Ornette Coleman. En 1969, il passe à la Production française où il sera brièvement producteur, de 1970 à 1971. Hébert retourne ensuite à la réalisation jusqu’en 1996.
De 1974 à 1982, il tourne une trilogie inspirée de la dramaturgie de Bertolt Brecht, composée de Père Noël ! Père Noël ! (1974), Entre chiens et loup (1978) et Souvenirs de guerre (1982). Techniquement, ces films sont caractérisés par l'utilisation d'éléments découpés, de gravure sur pellicule à des fins narratives (sauf pour le premier film de la trilogie) et par l'emploi de séquences de prises de vues réelles. En 1996, il devient directeur du studio animation-jeunesse du Programme français. À la fin de 1999, il quitte l’ONF et devient artiste indépendant.
Dans les années 1980, après Souvenirs de guerre, Pierre Hébert réalise des films à partir de collaborations et d'improvisations avec d'autres artistes. Il conçoit, quelques années plus tard, les performances de gravure sur pellicule en direct. Au début des années 2000, toujours dans le cadre de ces performances, il remplace la gravure sur pellicule par un dispositif de dessin numérique Dans la performance Ballade sur Blinkity Blank, donnée avec le compositeur italien Andrea Martignoni, l'artiste revient à la gravure sur pellicule en combinant celle-ci avec le dessin numérique. Ce retour à la gravure sur pellicule est confirmé par plusieurs installations (dont Scratch - 2 - Polyphonie de clignotements en 2017) et le film Mais un oiseau ne chantait pas,.

## Œuvre

### Performances
Cherchant à créer un événement autour de ses courts métrages, Pierre Hébert imagine une série de spectacles intitulée Chants et danses du monde inanimé : trois musiciens improvisateurs (Jean Derome, Robert Marcel Lepage et René Lussier) y interprètent en direct les trames sonores des films projetés. C'est dans ce contexte qu'à l'automne 1984, lors de spectacles donnés à Montréal, à Rouyn et à Québec, la trame sonore de Chants et danses du monde inanimé : le métro prend forme. Ce dialogue avec les musiciens incite le cinéaste à vouloir se placer lui-même dans la position d'un artiste improvisateur. C'est ainsi qu'il imagine un dispositif lui permettant de graver une boucle de pellicule en direct. Il s'exécute une première fois dans le cadre du spectacle multidisciplinaire de Jean Derome intitulé Confitures de Gagaku, présenté à Montréal en 1986 et en ouverture du Festival de musique actuelle de Victoriaville en 1987.
Le 10 février 1987 a lieu la première d'Adieu bipède, une performance cinéma musique en hommage à Henri Michaux. Pierre Hébert y grave une boucle en direct pendant que s'exécutent les trois musiciens improvisateurs de Chants et danses du monde inanimé. En octobre de la même année, un nouveau spectacle intitulé Adieu Leonardo est conçu, en hommage à Léonard de Vinci et dans le cadre d'une exposition que le Musée des beaux-arts de Montréal consacre au maître de la Renaissance, sur une partition musicale composée par Robert Marcel Lepage.
En 2014, à l'occasion du centenaire de Norman McLaren, il répond à une commande du Center for Contemporary Art de Glasgow (Écosse) et crée Rolling Over Blinkity Blank (Ballade sur Blinkity Blank), avec le musicien italien Andrea Martignoni, performance qui sera reprise notamment au Musée Château d'Annecy et à la Cinémathèque québécoise. Cette performance s'inscrit dans une série plus large intitulée Digital Scratch, initiée en 2009 et qui marque le retour d'Hébert à la gravure sur pellicule, cette série de spectacles reposant sur la combinaison d'images obtenues numériquement et d'images gravées directement sur pellicule.

### Lieux et monuments
Inspiré par Chants et danses du monde inanimé: le métro, qu'il a réalisé en 1984, puis par les films précurseurs La statue de Giordano Bruno et Herqueville, Hébert entreprend en 2009 une imposante série intitulée Lieux et monuments. L'artiste explique sa démarche ainsi: «L’idée est de tourner, un peu partout dans le monde, des scènes apparemment banales de la vie quotidienne telles qu’elles se déroulent autour de monuments ou de n’importe quoi d’autre qu’on peut considérer comme des marqueurs de temps, d’histoire, de mémoire et d’oubli, et de constituer ainsi une certaine image du temps présent. Le but est que l’ensemble des films, installations et sites Web, avec leurs images de rien, devienne une sorte de monument du monde.» Amorcé avec Praha-Florenc, la série se poursuit notamment avec Place Carnot-Lyon (no 2), Rivière au Tonnerre (no 4), John Cage-Halberstadt (no 5), Le film de Bazin (no 8), La statue de Robert E. Lee à Charlottesville (no 9), et Le Mont Fuji vu d'un train en marche (no 11). La série comprend aussi des installations: Berlin - Le passage du temps (no 6) et Cycling Utrecht (no 7). En 2014, le Festival international du film d'animation d'Annecy a présenté un programme spécial intitulé «Pierre Hébert, Autour de Lieux et monuments».

## Filmographie

### Comme réalisateur
- 1962 : Histoire verte (version définitive: 2005)
- 1962 : Histoire d'une bébite
- 1963 : Petite histoire méchante
- 1964 : Opus 1
- 1966 : Op Hop - Hop Op
- 1966 : Opus 3
- 1968 : Explosion démographique
- 1968 : Autour de la perception
- 1969 : Le Corbeau et le Renard avec Francine Desbiens, Yves Leduc et Michèle Pauzé
- 1971 : Notions élémentaires de génétique
- 1973 : Du coq à l'âne
- 1974 : C'est pas chinois
- 1974 : Père Noël, père Noël
- 1978 : Entre chiens et loup
- 1982 : Souvenirs de guerre
- 1984 : Chants et danses du monde inanimé: Le métro
- 1984 : Étienne et Sara
- 1985 : Love Addict (Offenbach)
- 1987 : Adieu bipède
- 1989 : La Lettre d'amour
- 1996 : La Plante humaine
- 2002 : Between Science and Garbage
- 2004 : Variations sur deux photographies de Tina Modotti
- 2005 : La technologie des larmes
- 2005 : La statue de Giordano Bruno
- 2007 : Herqueville
- 2009 : Praha-Florenc
- 2009 : Triptyque
- 2011 : Place Carnot-Lyon
- 2012 : Rivière au Tonnerre
- 2012 : Triptyque 2
- 2013 : John Cage-Halberstadt
- 2014 : You Look Like Me/Tu ressembles à moi
- 2016 : Scratch (Triptyque 3)
- 2017 : Le Film de Bazin
- 2021 : Le Mont Fuji vu d'un train en marche

### Comme producteur
- 1970 : Catuor
- 1971 : Des ensembles
- 1971 : Cycle
- 1971 : Les Bibites de Chromagnon
- 1997 : Le Phare
- 1997 : À l'ombre
- 1998 : Le seuil
- 1998 : Mon enfant, ma terre
- 1999 : L'Arbre mort
- 2000 : La Solitude de Monsieur Turgeon
- 2000 : Josephine
- 2000 : Le Chapeau
- 2000 : Âme noire
- 2000 : 1974
- 2001 : Chasse papillon
- 2002 : La Pirouette
- 2003 : L'Éternel et le brocanteur

### Comme acteur
- 1965 : Le Révolutionnaire
- 1973 : Des armes et les hommes
- 1988 : L'Homme de papier

### Comme scénariste
- 1968 : Explosion démographique
- 1973 : Du coq à l'âne
- 1996 : La Plante humaine

### Comme compositeur
- 1968 : Autour de la perception
- 1969 : Ça marche

## Récompenses et Nominations

### Récompenses
- 1985 : Melkweg Cinema Award for Reality Research (Amsterdam)[19]
- 1988 : Prix Héritage-McLaren remis par ASIFA-Canada
- 2004 : Prix Albert-Tessier[19]